# Gare de Reading
Ne doit pas être confondu avec Gare de Réding.
La gare de Reading est une gare ferroviaire du Royaume-Uni, située dans la ville de Reading (Berkshire, Angleterre), dont elle est la principale gare. 
Le bâtiment actuel fut bâti en 1840. Les services à partir de Reading sont exploités par First Great Western, South West Trains, CrossCountry. En 2008, Network Rail, commença des travaux de rénovation de la gare.
La gare de Reading doit devenir le terminus occidental de la première ligne de Crossrail, le nouveau réseau ferroviaire de type réseau express régional (RER) qui desservira Londres et sa grande banlieue et dont l'ouverture est prévue de manière progressive à partir de 2022.